# Lilla Gräsingetjärnet
Lilla Gräsingetjärnet är en sjö i Säffle kommun i Värmland och ingår i Göta älvs huvudavrinningsområde. Sjöns area är 0,042 kvadratkilometer och den är belägen 192 meter över havet.